# سوپر جام فوتبال بلغارستان
 سوپر جام فوتبال بلغارستان  (به بلغاری: Суперкупа на България) مسابقه‌ای است که سالانه مابین قهرمان لیگ حرفه‌ای آ فوتبال بلغارستان و قهرمان جام حذفی فوتبال بلغارستان برگزار می‌شود.
باشگاه فوتبال زسکا صوفیه با ۴ قهرمانی پرافتخارترین تیم این سری مسابقات به حساب می‌آید.

## پرافتخارترین باشگاه‌ها
| باشگاه            | قهرمانی |
| زسکا صوفیه        | ۴       |
| لفسکی صوفیه       | ۳       |
| لوکوموتیو پلوودیو | ۱       |
| لیتکس لووچ        | ۱       |